# Альдерман
Альдерман або ольдерман — у середньовічній Німеччині означав взагалі старшину якої-небудь корпорації і гільдії торговців особливо. Права і значення таких альдерманів з точністю були визначені в громадському законодавстві торгових союзів, ганз, що торгували зокрема з російськими торговими центрами — Новгородом, Псковом, Полоцьком, Смоленськом і іншими. Цей кодекс складений був в кінці XII або на початку XIII ст. під ім'ям Новгородська Скра. Таким чином назва альдермана як старшини давно зробилося відомим російському суспільству, а за Петра I введена посада альдермана як старшини кожного з введених ним Регламентом Головному Магістрату 16 січня 1721 по містах цеху, або цумпфта. На цехового альдермана покладені були обов'язки по спостереженню за ретельністю роботи ремісників його цеху. Цеховий ремісник зобов'язувався, приклавши до свого виробу клеймо, представляти його альдерману, який також повинен був його затаврувати, якщо виріб виявится належної добротності; якщо ж річ виявиться поганою, то з якого б матеріалу вона не була зроблена, альдерман повинен її поламати, порубати, спороти, одним словом, зіпсувати. Строгим покаранням повелівалося піддавати альдермана, що приклав клеймо до поганого виробу

## Дивись також
- Цех
- Олдермен